# Porto Salvo
Porto Salvo ist eine Gemeinde (Freguesia) im Kreis (Município) von Oeiras mit 7,3 km² Fläche und 15.098 Einwohnern (Stand 19. April 2021) in Portugal.
Daraus ergibt sich eine Bevölkerungsdichte von 1933 Einwohnern je km².

## Geschichte
Die Gemeinde wurde am 11. Juni 1993 gegründet durch die Aufspaltung der Gemeinden Barcarena und Oeiras e São Julião da Barra. Der Ort wurde am 12. Juli 2001 zur Vila (Kleinstadt) erhoben.

## Vereine
Es existieren einige Vereine in der Ortschaft, zu den wichtigsten gehören:
- Atlético Clube de Porto Salvo
- Clube Recreativo Leões de Porto Salvo, gegründet am 23. Mai 1970[3]
- ProAtlântico – Jugendorganisation[4]
- Sociedade de Instrução Musical de Porto Salvo

## Unternehmen
In der Gemeinde ist u. a. das traditionsreiche Chemieunternehmen Companhia União Fabril und das Luftfahrtunternehmen Omni beheimatet.

## Der Schutzpatronin der Stadt gewidmete Bauten
- Forte de Nossa Senhora de Porto Salvo in Paço de Arcos, auch bekannt unter den Namen Forte da Giribita und Forte da Ponta do Guincho.